# Ewan Dobson

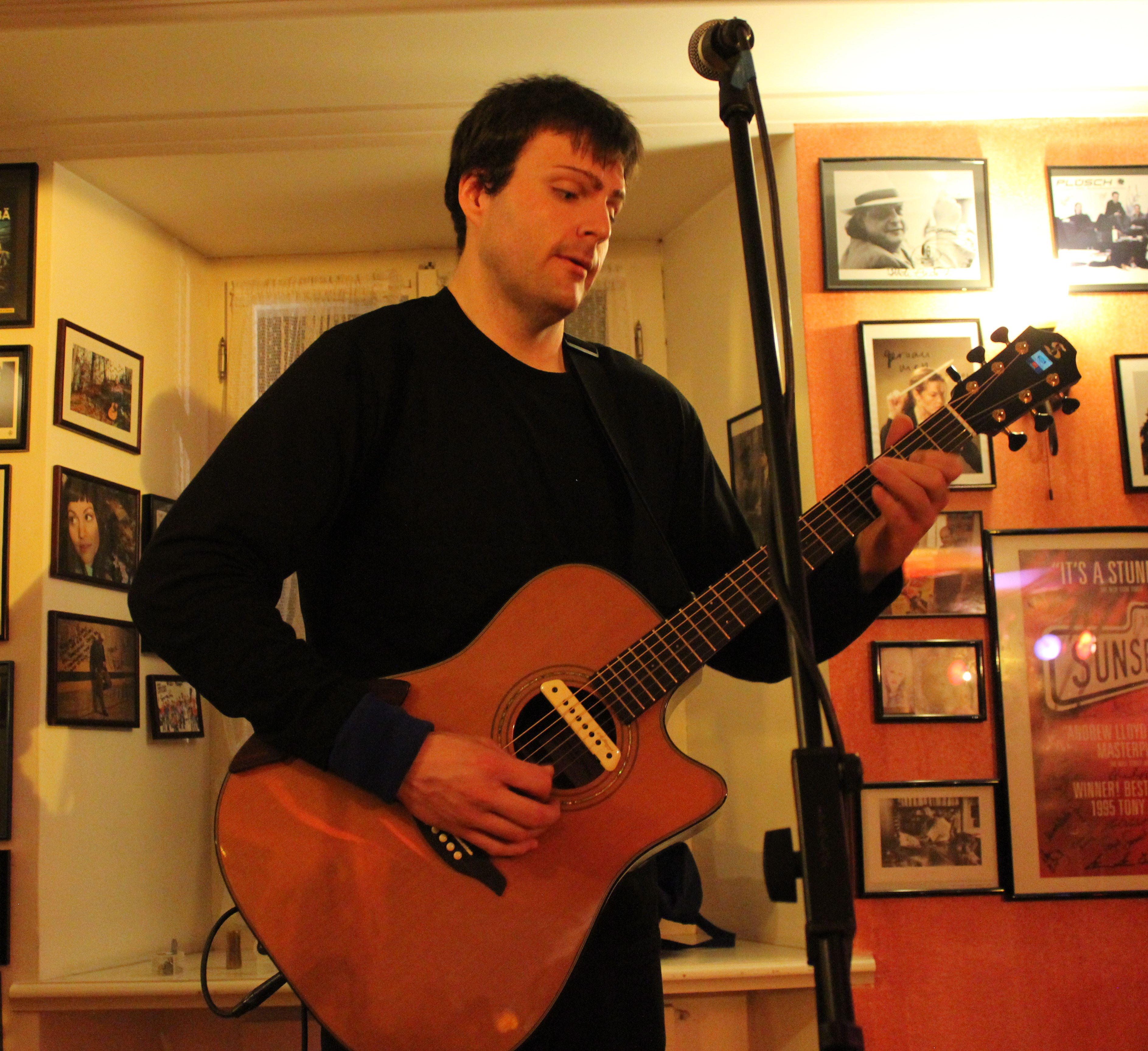
Ewan Dobson (2014)

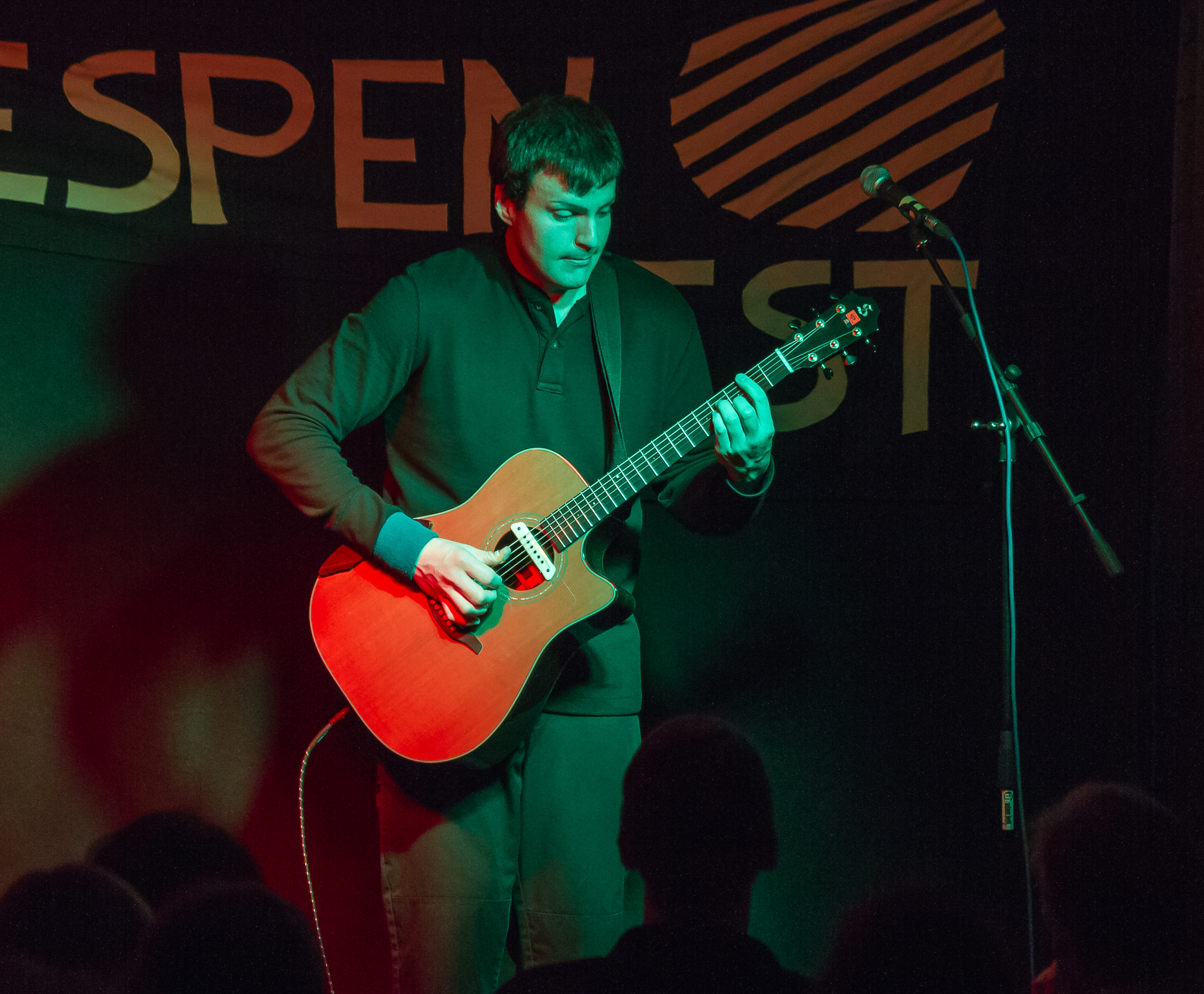
Ewan Dobson bei seinem Konzert am 21. Februar 2014 im "Wespennest" in Neustadt an der Weinstraße, Deutschland

Ewan Dobson (* 1981 in Ontario, Kanada) ist ein kanadischer Gitarrist, der für seine kreative und virtuose Spielweise und für seine herausragende Technik bekannt ist.
Dobsons Musik hat Einflüsse aus dem Bluegrass, aus der klassischen Musik, aus dem Folk und aus Elementen des Techno. Dobson gewann zahlreiche Auszeichnungen, darunter den Grand Prize des Burlington Rotary Fall Music Festival sowie des Pickering Rotary Music Festival (1998 und 1996). Er repräsentierte Ontario zweimal im Finale der Canadian Music Competition (CMC), wobei er die höchste Auszeichnung für Gitarre erhielt.

## Alben
- 2009: Ewan Dobson (CandyRat Records)
- 2010: Ewan Dobson II (CandyRat Records)
- 2012: Ewan Dobson III (CandyRat Records)
- 2012: World Candies
- 2013: Acoustic Metal (CandyRat Records)
- 2014: Acoustic Metal II
- 2014: 12 String Guitar
- 2016: Insomnimania